# Highland (Illinois)
Highland ist eine Stadt im Madison County im Westen des US-amerikanischen Bundesstaates Illinois. Das U.S. Census Bureau hat bei der Volkszählung 2020 eine Einwohnerzahl von 9.991 ermittelt.
Die Stadt ist Bestandteil der Metro-East genannten Region, die den in Illinois liegenden Ostteil der Metropolregion um St. Louis in Missouri umfasst.

## Geografie
Highland liegt auf 38°44'38" nördlicher Breite und 89°40'38" westlicher Länge. Die Stadt erstreckt sich über 16,6 km², die sich auf 13,8 km² Land- und 2,8 km² Wasserfläche verteilen.
Highland liegt 56,3 km ostnordöstlich von St. Louis.
Der U.S. Highway 40 bildet die nördliche Umgehungsstraße von Highland. Auf den Highway treffen am Rande von Highland die Illinois State Route 143 und die Illinois State Route 160 sowie einige untergeordnete Straßen. 5,3 km nördlich der Stadt verläuft die Interstate 70, die die kürzeste Verbindung von St. Louis nach Indianapolis bildet.
Durch Highland führt eine Bahnlinie der CSX Transportation von St. Louis nach Indianapolis.
Über Illinois’ 130 km entfernte Hauptstadt Springfield sind es 459 km in nordnordöstlicher Richtung nach Chicago, über das 219 km entfernte Terre Haute sind es 343 km in ostnordöstlicher Richtung in Indianas Hauptstadt Indianapolis. Louisville, die größte Stadt von Kentucky, liegt 397 km im Osten, Tennessees Hauptstadt Nashville 473 km im Südosten und Memphis 488 km im Süden.

## Geschichte
Das Gebiet um die heutige Stadt Highland wurde im frühen 19. Jahrhundert von Deutschschweizer Einwanderern besiedelt, unter anderem aus Sursee und Walenstadt. Der frühere Name Helvetia geht darauf zurück. Im Zuge der Abgrenzung von allem deutsch erscheinenden Erbe in der Zeit des Ersten Weltkrieges beschloss man, den Namen der Stadt in Highland zu ändern. Im gleichen Zusammenhang wurde auch die Produktion der deutschsprachigen Tageszeitung gestoppt. Da es aber im Nordosten von Illinois eine Stadt mit dem gleichen Namen gab, wurde diese in Highland Park umbenannt.
Highland war und ist Heimat bekannter Unternehmen wie z. B. den früheren Kondensmilch-Hersteller Pet, Inc. oder dem noch heute existierenden Orgelbauer Wicks Organ Company und eine Reihe weitere Unternehmen.
Am 21. November 1915 kam die Freiheitsglocke auf ihrem Weg von der Weltausstellung in San Francisco zurück nach Philadelphia auch durch Highland.

## Demografische Daten
Bei der Volkszählung im Jahre 2000 wurde eine Einwohnerzahl von 8438 ermittelt. Diese verteilten sich auf 3442 Haushalte in 2230 Familien. Die Bevölkerungsdichte lag bei 609,3/km². Es gab 3590 Wohngebäude, was einer Bebauungsdichte von 259,2/km² entsprach.
Die Bevölkerung bestand im Jahre 2000 aus 98,6 % Weißen, 0,1 % Afroamerikanern, 0,1 % Indianern, 0,5 % Asiaten und 0,3 % anderen. 0,5 % gaben an, von mindestens zwei dieser Gruppen abzustammen. 1,3 % der Bevölkerung bestand aus Hispanics, die verschiedenen der genannten Gruppen angehörten.
25,5 % waren unter 18 Jahren, 8,1 % zwischen 18 und 24, 27,9 % von 25 bis 44, 20,5 % von 45 bis 64 und 18,1 % 65 und älter. Das durchschnittliche Alter lag bei 38 Jahren. Auf 100 Frauen kamen statistisch 87,6 Männer, bei den über 18-Jährigen 82,5.
Das durchschnittliche Einkommen pro Haushalt betrug $39.524, das durchschnittliche Familieneinkommen $52.240. Das Einkommen der Männer lag durchschnittlich bei $36.536, das der Frauen bei $25.620. Das Pro-Kopf-Einkommen belief sich auf $21.101. Rund 3,6 % der Familien und 6,8 % der Gesamtbevölkerung lagen mit ihrem Einkommen unter der Armutsgrenze.

## Partnerstadt
Sursee, Schweiz – seit 1987 (Heimat von Stadtgründer Köpfli)

## Bekannte Einwohner
- Kaspar Köpfli (1774–1854), Schweizer Arzt und Gründer von Highland
- Heinrich Bosshard (1811–1877), Schweizer Lehrer, Musiker, Dichter, Naturforscher und Landwirt (noch heute erinnert ein Denkmal in der Stadt an ihn)
- Harry Parker (1947–2012), US-amerikanischer Baseballspieler
- Ken Oberkfell (* 1956), US-amerikanischer Baseballspieler
- Aaron Rakers (* 1977), US-amerikanischer Baseballspieler
- James Head (* 1984), US-amerikanischer Mixed-Martial-Arts-Kämpfer
- Jake Odorizzi (* 1990), US-amerikanischer Baseballspieler
- Sam LaPorta (* 2001), US-amerikanischer American-Football-Spieler